# Acratosaura spinosa
Espèce
Acratosaura spinosa est une espèce de sauriens de la famille des Gymnophthalmidae.

## Répartition
Cette espèce est endémique de l'État de Bahia du Brésil. Elle se rencontre à Mucugê dans la Serra do Sincorá.

## Publication originale
- Rodrigues, Cassimiro, De Freitas & Santos Silva, 2009 : A new microteiid lizard of the genus Acratosaura (Squamata: Gymnophthalmidae) from Serra do Sincorá, State of Bahia, Brazil. Zootaxa, no 2013, p. 17-19.